# Blue Kentucky Girl
Blue Kentucky Girl es el sexto álbum de estudio de la cantante estadounidense Emmylou Harris, publicado por la compañía discográfica Warner Bros. Records en abril de 1979. El álbum incluyó temas más centrados en el country tradicional en lugar del country rock característico de sus trabajos anteriores. Presentó canciones de Willie Nelson y Gram Parsons, así como la colaboración de Dolly Parton y Linda Ronstadt en la canción de Rodney Crowell «Even Cowgirls Get the Blues», procedente de unas sesiones de grabación realizadas en 1978 donde intentaron publicar un álbum como trío, algo que consiguieron una década después.
Blue Kentucky Girl ganó el Grammy en la categoría de mejor interpretación vocal country femenina. «Beneath Still Waters» se convirtió en el cuarto número uno de Harris en la lista Hot Country Singles, mientras que la versión de The Drifters «Save the Last Dance for Me» y «Blue Kentucky Girl» entraron en el top 10. En 2006, la cadena de televisión CMT situó al álbum en el puesto veinte de la lista de los cuarenta mejores álbumes de country. 

## Lista de canciones
Cara A
1. "Sister's Coming Home" [con Tanya Tucker] (Willie Nelson) – 2:52
2. "Beneath Still Waters" (Dallas Frazier) – 3:41
3. "Rough and Rocky" (Lester Flatt/Earl Scruggs) – 3:50
4. "Hickory Wind" (Gram Parsons/Bob Buchanan) – 4:01
5. "Save the Last Dance for Me" (Doc Pomus/Mort Shuman) – 3:30

Cara B
1. "Sorrow in the Wind" [con Sharon & Cheryl White] (Jean Ritchie) – 3:28
2. "They'll Never Take His Love From Me" (Leon Payne) – 2:34
3. "Everytime You Leave" [con Don Everly] (Charlie Louvin/Ira Louvin) – 2:58
4. "Blue Kentucky Girl" (Johnny Mullins) – 3:17
5. "Even Cowgirls Get the Blues" [harmony by Linda Ronstadt and Dolly Parton] (Rodney Crowell) – 3:56

Temas extra (reedición de 2004)
1. "Cheatin' Is" [con Glen Campbell] (Rafe VanHoy) – 2:28
2. "I Know an Ending When it Comes" (Hank Cochran) – 2:52

## Personal
- Emmylou Harris: voz y guitarra acústica.
- Brian Ahern: guitarra acústica, bajo, banjo y percusión.
- Duke Bardwell: bajo.
- Mike Bowden: bajo.
- Tony Brown: piano.
- James Burton: guitarra eléctrica.
- Rodney Crowell: guitarra acústica.
- Lincoln Davis Jr.: acordeón.
- Hank DeVito: pedal steel guitar.
- Don Everly: voz.
- Emory Gordy, Jr.: bajo.
- Glen D. Hardin: piano y orquestación.
- Ben Keith: pedal steel guitar.
- Albert Lee: guitarras acústica y eléctrica y mandolina.
- Dolly Parton: coros.
- Bill Payne: piano.
- Mickey Raphael: armónica.
- Linda Ronstadt: coros.
- Ricky Skaggs: violín, mandolina y coros.
- Fayssoux Starling: coros.
- Tanya Tucker: voz.
- Ron Tutt: batería.
- John Ware: batería.
- Cheryl White: coros.
- Sharon White: coros.

## Posición en listas
| País           | Lista               | Posición |
| -------------- | ------------------- | -------- |
| Estados Unidos | Billboard 200       | 29       |
| Estados Unidos | Country Albums      | 43       |
| Países Bajos   | Dutch Albums Chart  | 21       |
| Suecia         | Swedish Albums Char | 47       |

| Sencillo                     | País           | Lista           | Posición |
| ---------------------------- | -------------- | --------------- | -------- |
| «Beneath Still Waters»       | Estados Unidos | Country Singles | 1        |
| «Save The Last Dance For Me» | Estados Unidos | Country Singles | 4        |
| «Blue Kentucky Girl»         | Estados Unidos | Country Singles | 6        |